# Morrisson Faaletino
Pas d'image ? Cliquez ici

a Compétitions nationales et continentales officielles uniquement.

Dernière mise à jour le 27 décembre 2017.
Morrisson Faaletino, également connu sous le nom de Rambo Tavana, né le 2 juillet 1985, est un joueur samoan de rugby à XV évoluant aux postes de demi d'ouverture ou de centre.

## Carrière

### En club
- Jusqu'en 2006 : Apia West  Samoa
- 2006-2008 : SU Agen  France
- 2008-2010 : US Marmande  France

### En sélection
- Morrisson Faaletino était capitaine de l'équipe des îles Samoa lors de la Coupe du monde 2005 des -21 ans.
- Il a été sélectionné en équipe de Samoa A lors du tournoi des 5 nations du Pacifique en 2006.